# Vassogne
Vassogne település Franciaországban, Aisne megyében. Lakosainak száma 92 fő (2022. január 1.). Vassogne Beaurieux, Cuissy-et-Geny, Jumigny, Oulches-la-Vallée-Foulon és Paissy községekkel határos.

## Népesség
A település népessége az elmúlt években az alábbi módon változott:
| Lakosok száma | 82   | 47   | 61   | 61   | 70   | 81   | 87   | 88   | 90   | 92   |
|               | 1968 | 1982 | 1990 | 2006 | 2013 | 2015 | 2017 | 2019 | 2020 | 2022 |